# Radunți, Stara Zagora
Radunți (în bulgară Радунци) este un sat în comuna Măglij, regiunea Stara Zagora,  Bulgaria. 

## Demografie
Componența etnică a satului Radunți
     Turci (13,15%)
     Bulgari (84,21%)
     Nicio identificare (2,63%)
     Altele (0%)
La recensământul din 2011, populația satului Radunți era de 38 locuitori. Din punct de vedere etnic, majoritatea locuitorilor (84,21%) erau bulgari, cu o minoritate de turci (13,15%). Pentru 2,63% din locuitori nu este cunoscută apartenența etnică.